# Albert Crahay (schilder)

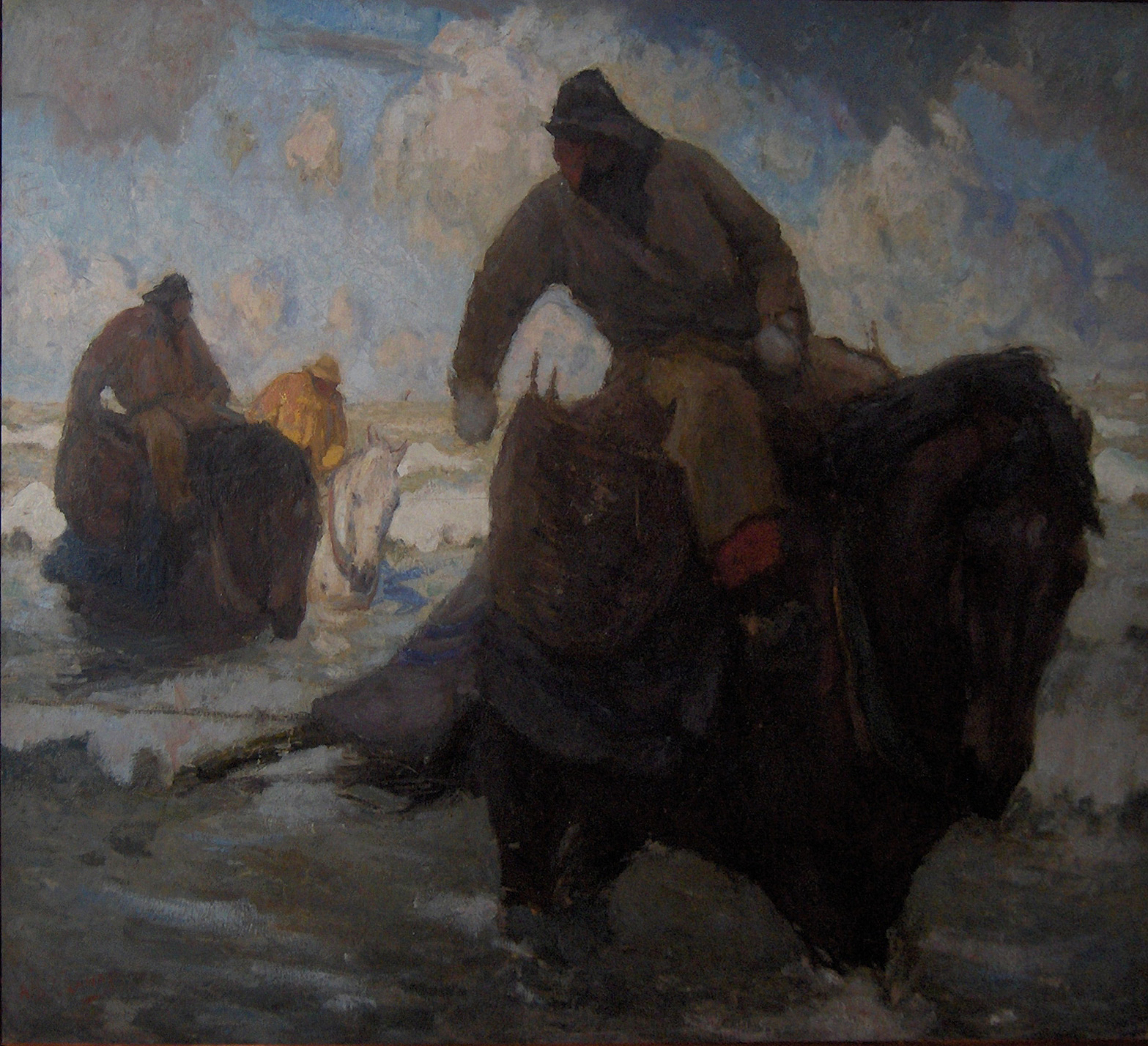
De garnalenvissers van Crahay

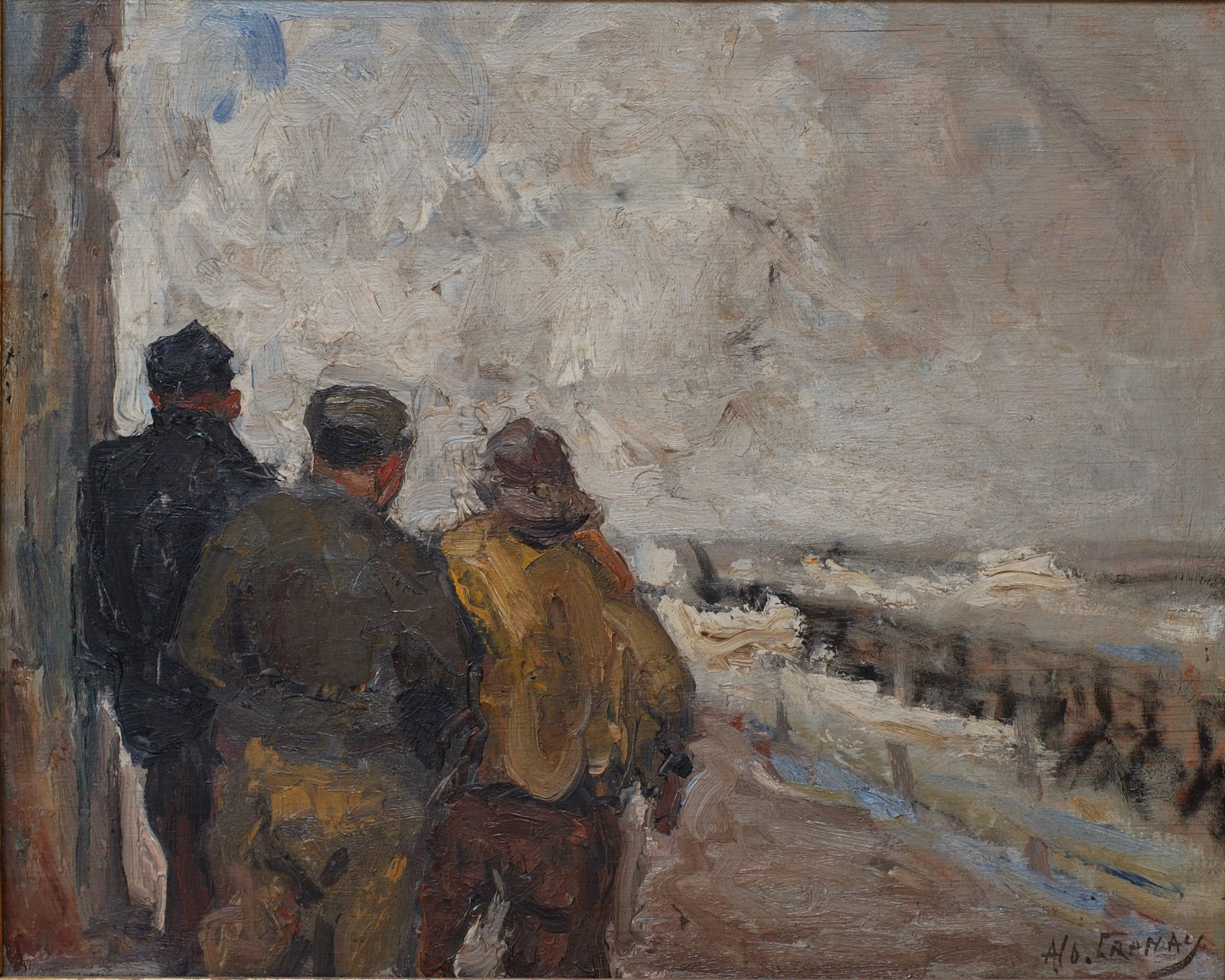
Drie vissers kijkend richting de zee van Crahay

Albertus Edmundus Carolus Elisabeth Maria (Albert) Crahay (Antwerpen, 24 april 1881 - Antwerpen, 23 juni 1914) was een Belgisch kunstschilder. Hij stond bekend om zijn schilderijen van vissers, zeegezichten, landschappen, portretten en stillevens. Crahay werkte vaak in de Antwerpse Kempen en in Nieuwpoort.

## Opleiding en carrière
Crahay volgde vanaf 10 mei 1886 de lagere school aan het Petit Collège Saint-Stanislas bij de Dames van het Christelijk Onderwijs, voorheen bekend als les Dames de l'Instruction Chrétienne. Later werd hij leerling aan de Academie van Antwerpen en kreeg hij privélessen van kunstschilder Frans Hens.
Vanaf 1908 nam hij deel aan de tentoonstellingen van de Antwerpse progressieve kunstenaarsvereniging Kunst van Heden. In 1913 exposeerde hij in Keulen. Hoewel hij reeds eerder had geëxposeerd bij Kunst van Heden, werd hij pas in 1914 officieel lid van de vereniging.

## Overlijden en nalatenschap
Albert Crahay overleed in 1914. In het tijdschrift Vlaamsche Arbeid schreef Jozef Muls over zijn overlijden:"Op 24 Juni l.l. op 33 jarigen leeftijd stierf in het St-Camillus-gasthuis te Antwerpen, deze jonge hoog-begaafde kunstschilder die te wege was een der voormannen in de Antwerpsche kunstwereld te worden."Volgens Muls behoorde Crahay tot de school van Auguste Oleffe:
"Zijn koloriet was rijk en gedempt, aristocratisch-voornaam als heel zijne innemende persoonlijkheid. Hij was licht- en openluchtschilder. Hij wist uit zilverachtige grijze tonen, het rood en het blauw en het geel en het groen te doen opleven als somber-lichtende gesteenten." Over Crahay's verschijning schreef hij: "Ik zie nog steeds zijn schoon mat-bleek fijn-gesneden ovaal gelaat met het bruin-blonde puntbaardje en de krullende haren onder het ronde grijze viltje. Zijn uitspattende levenslust en zijn levensblijheid der eerste jonge mannenjaren waren stilaan tot bedaren gekomen onder de zwijgende vermaning eener ziekte die hem niet meer losliet."
Postuum bleef zijn werk te zien in tentoonstellingen in 1920, 1924, 1928, 1932 en 1935. De tentoonstelling van 1924 bevatte een speciale herdenkingsafdeling gewijd aan Crahay. Hij was tevens lid van de Brusselse Cercle Artistique et Littéraire.

## Persoonlijk leven
Crahay woonde aan de Kaasrui 13 in Antwerpen en was gehuwd met Jeanette Labyt. Hij werd begraven op de begraafplaats van het Kiel.

## Werken
Crahay schilderde voornamelijk vissers, zeegezichten, landschappen, portretten en stillevens. Over zijn werk schreef Arthur Cornette, hoofdconservator van van het Koninklijk Museum voor Schone Kunsten Antwerpen in 1931: 
"De begaafde Albert Crahay die ons voor den oorlog ontrukt werd, werkte meestal te Nieuwpoort .... Zijn stoer uitgebeelde Garnaalvisschers (Museum van Antwerpen), die krachtig uitlossen tegen wilde baren en stormachtige lucht zijn reeds meer dan een belofte en voorspelden een mooie toekomst die door zijn vroegen dood zich niet heeft volbracht. Wat hij nagelaten heeft is zuivere winst geweest voor de Vlaamsche Kunst."

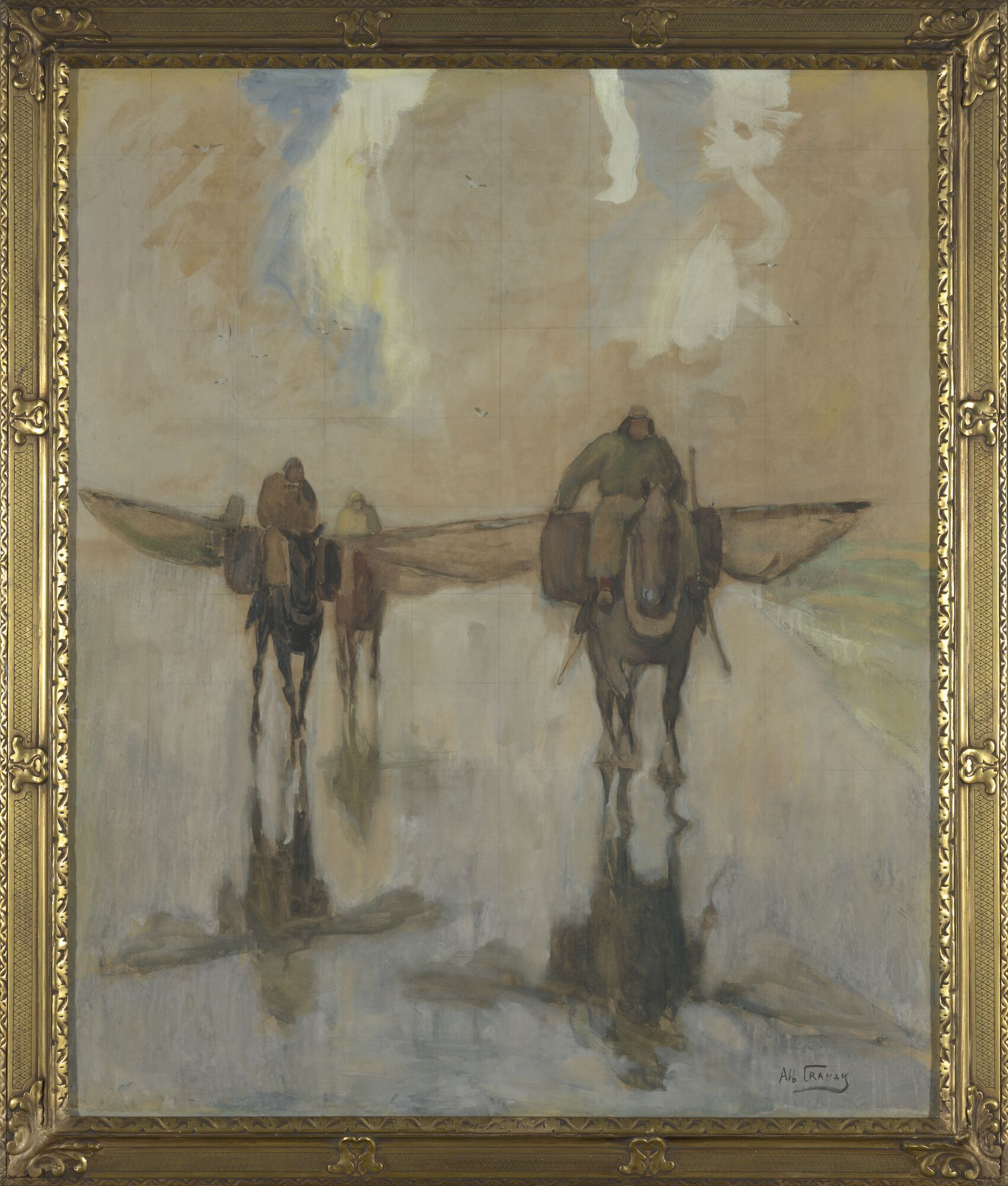
Paardenvissers van Albert Crahay in NAVIGO Nationaal Visserijmuseum

## Tentoonstellingen
- 1907, Brussel, Driejaarlijks Salon: Garnaalvisser, Visser
- 1908, Antwerpen, Kunst van Heden: 14 schilderijen [2]
- 1908, Berlijn, Ausstellung Belgischer Kunst: Garnaalvisser te paard
- 1909, Brussel, Lentesalon: Zonsondergang, Vissersboot
- 1913, Amsterdam: Tentoonstelling  Belgische en Hollandsche schilderijen: Dame in 't roze[3]
- 1913, Keulen, Kölnischer Kunstverein: Dame op blauwe bank,[4]
- 1914, Keulen, Kölnischer Kunstverein: Drie garnalenvissers[5]
- 1924, Antwerpen: Tentoonstelling van het werk van Albert Crahay
- 1928, Antwerpen: Tentoonstelling van Antwerpsche Meesters
- 1931, Brussel, Cent ans d'art Belge: Pecheurs a cheval,[6]

## Musea
- Antwerpen, Koninklijk Museum voor Schone Kunsten: Garnaalvissers
- Brussel, Koninklijke Musea voor Schone Kunsten van België
- Oostduinkerke, Nationaal Visserijmuseum